# Murichirus anabiotus
Murichirus anabiotus är en spindeldjursart som beskrevs av Domrow 1992. Murichirus anabiotus ingår i släktet Murichirus och familjen Atopomelidae. Inga underarter finns listade i Catalogue of Life.